# غار نقش رستم (۲)
غار نقش رستم (۲) مربوط به دوران فرادیرینه‌سنگی است و در شهرستان مرودشت، ۱/۵ کیلومتری شمال شرقی محوطه نقش رستم واقع شده و این اثر در تاریخ ۲ آبان ۱۳۸۲ با شمارهٔ ثبت ۱۰۵۳۶ به‌عنوان یکی از آثار ملی ایران به ثبت رسیده است.